# 岐阜県道1号岐阜南濃線
岐阜県道1号岐阜南濃線（ぎふけんどう1ごう ぎふなんのうせん）は、岐阜県岐阜市と海津市を結ぶ主要地方道に指定された県道である。

## 概要

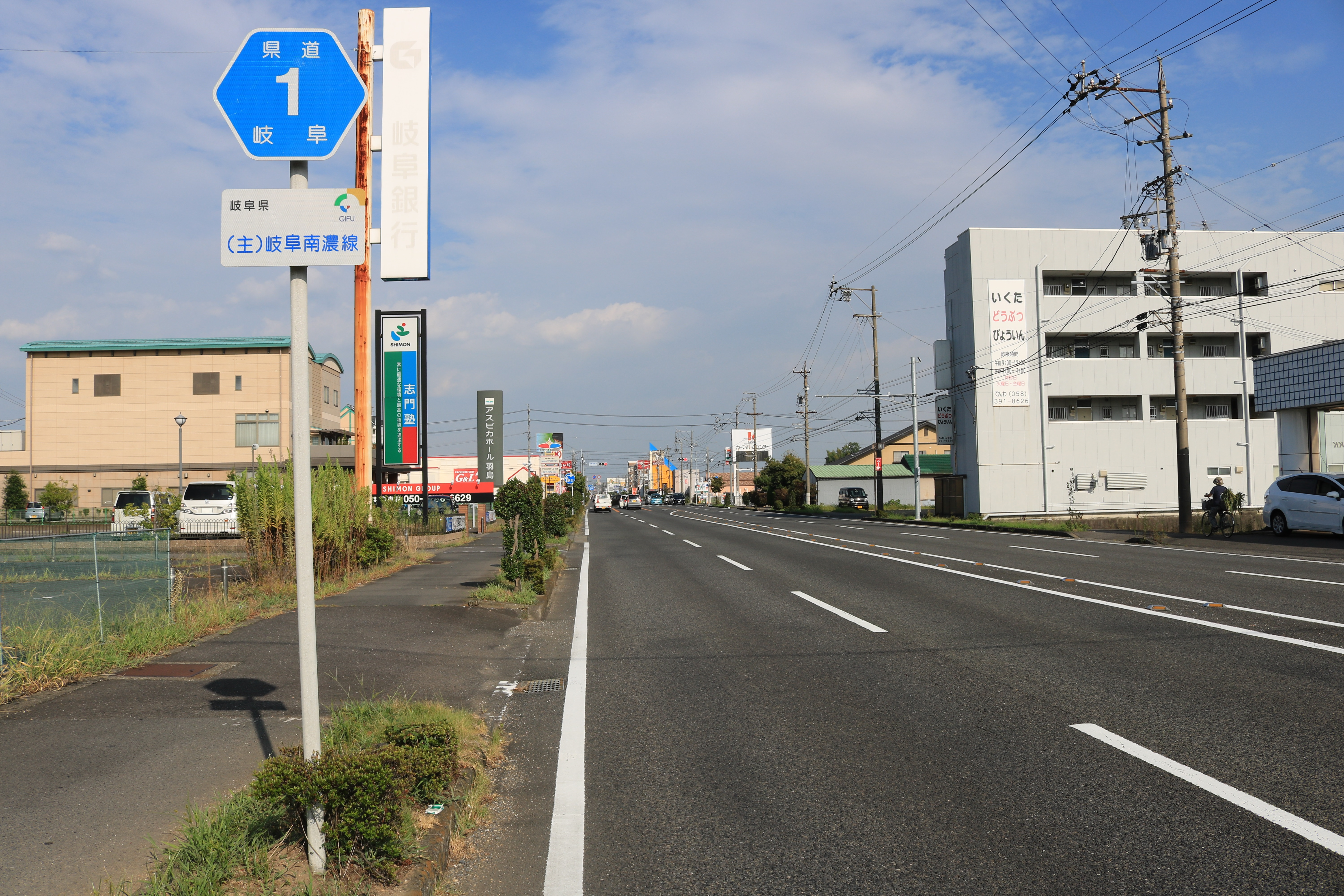
岐阜県道1号岐阜南濃線、羽島市竹鼻町狐穴にて

岐阜市と海津市の間37.6 kmを結ぶとあって沿線の表情はそれぞれ特徴的である。
- 岐阜市内は、名鉄加納駅付近に開かずの踏切があり渋滞しやすい。また、国道21号から岐阜市中心部へのアクセスに重要な役割を果たしている。
- 「薮田交差点」から羽島市内にかけては、岐阜羽島駅や岐阜羽島インターなど岐阜市の玄関口へのアクセス道路の役割もあり、カラフルタウン岐阜をはじめとするショッピングセンターも点在し、交通量も多い。
- 羽島市南部は、田園地帯を走る快適な2車線路でスピードがでがちになり、そこを狙った警察の取り締まりも多い。
- 海津市に入ると、一部にはセンターラインの無い道があったり堤防道路に変わったりとよりのどかさが増す。

### 路線データ
- 起点：岐阜県岐阜市金園町4（金園町4交差点、国道248号交点）
- 終点：岐阜県海津市南濃町安江（盤若谷交差点、国道258号交点）
- 実延長：37.662km[1]

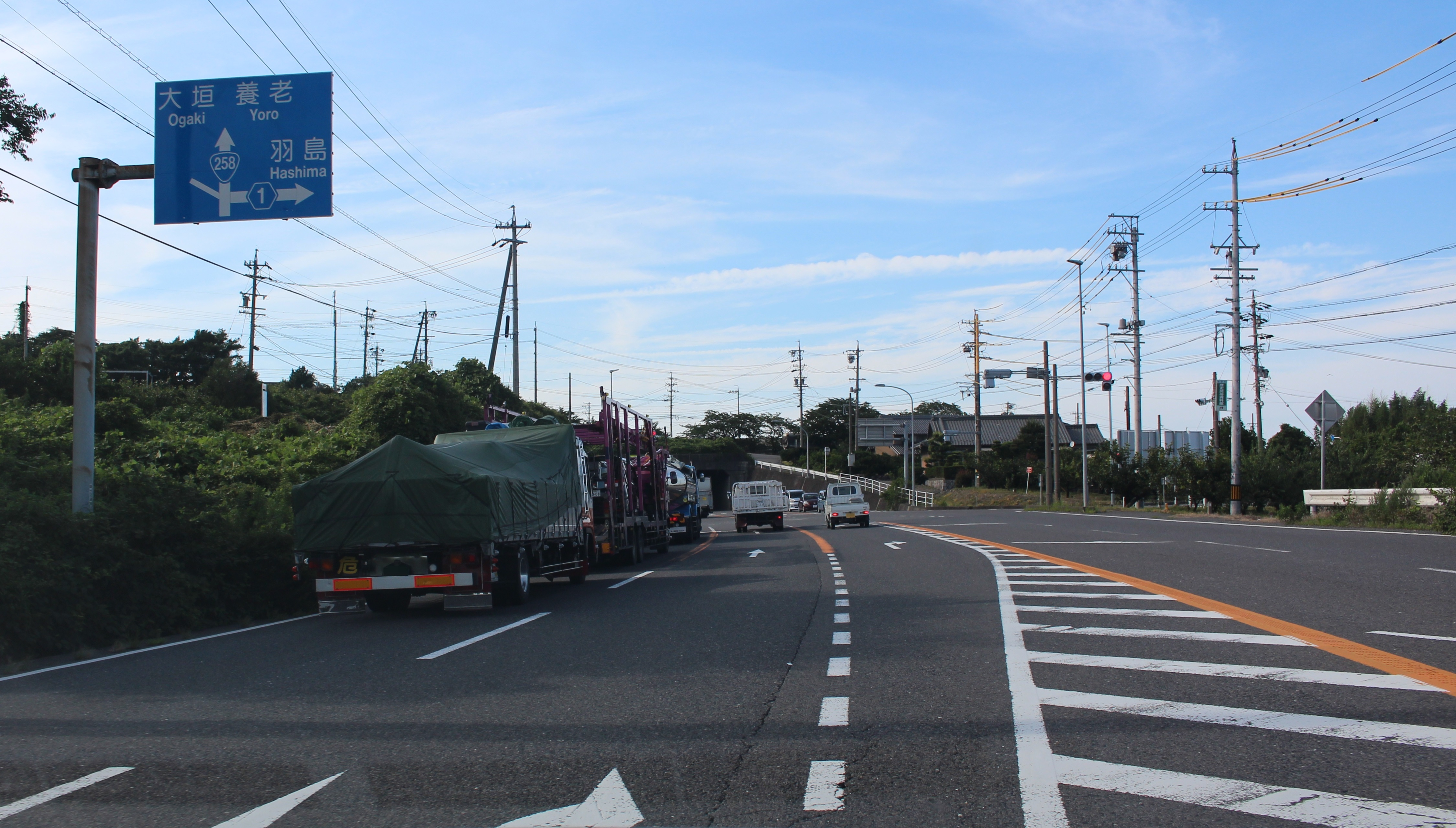
終点となる国道258号との盤若谷交差点、海津市南濃町安江

## 路線状況

### 別名
- 岐阜東通り（岐阜市）
- 城東通り（岐阜市）
- 加納城南通り（岐阜市）
- 旧国道21号（岐阜市）
- 水郷ハナミズキ街道（羽島市、海津市）
- 水郷街道（海津市）
- 伊勢道（海津市）

### 重複区間

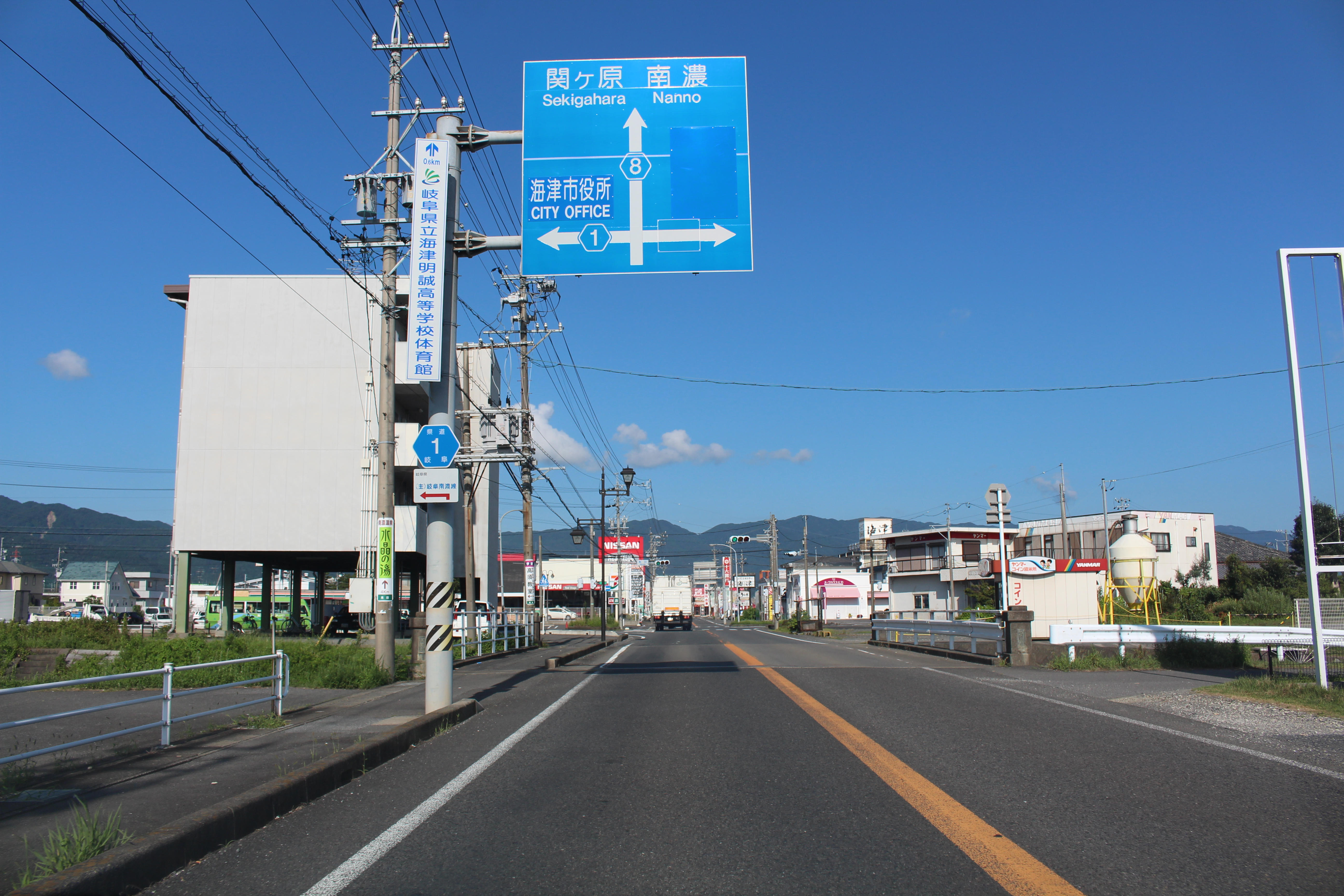
岐阜県道8号津島南濃線との重複区間、岐阜県海津市馬目交差点東

- 岐阜県道77号岐阜環状線（岐阜市城東通3交差点 - 岐阜市薮田南・薮田交差点）
- 国道21号（岐阜市宇佐南・宇佐交差点 - 岐阜市薮田南・薮田交差点）
- 岐阜県道151号岐阜羽島線（羽島市足近町・足近町1交差点 - 羽島市足近町・足近小学校西交差点）
- 岐阜県道18号大垣一宮線（羽島市竹鼻町飯柄・竹鼻町飯柄交差点 - 羽島市福寿町浅平・福寿町浅平3交差点）
- 岐阜県道46号岐阜羽島インター線（羽島市福寿町浅平・福寿町浅平3交差点 - 羽島市舟橋町・舟橋町宮北交差点）
- 岐阜県道8号津島南濃線（海津市海津町鹿野・鹿野交差点 - 海津市海津町馬目・馬目交差点）
- 岐阜県道220号安八海津線（海津市海津町西小島 - 海津町安田・海津橋西交差点）

### 道路施設

#### 橋梁
- 鶉大橋（境川、岐阜市）
- 南濃大橋（長良川、羽島市 - 海津市）
- 海津橋（揖斐川、海津市）

#### 道の駅
- 道の駅柳津（岐阜市）

## 地理

### 通過する自治体
- 岐阜県
  - 岐阜市
  - 羽島郡
    - 笠松町

  - 羽島市
  - 海津市

### 交差する道路

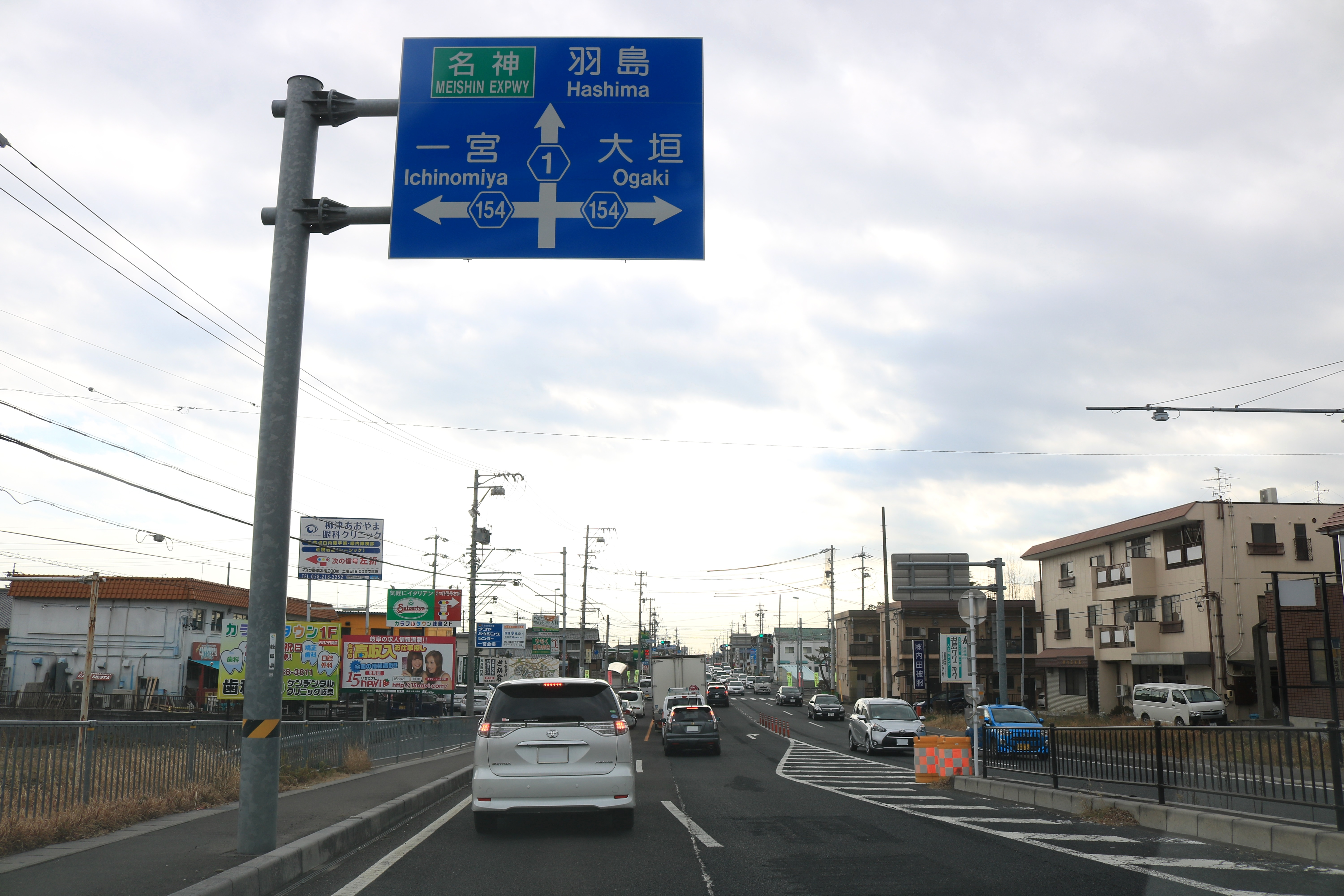
岐阜県道154号笠松墨俣線との「柳津小学校前」交差点、岐阜市柳津町にて

- 国道248号（岐阜市金園町4・金園町4交差点、起点）
- 岐阜県道181号岐阜那加線（岐阜市城東通・城東通1交差点）
- 岐阜県道14号岐阜稲沢線・岐阜県道77号岐阜環状線（岐阜市城東通・城東通3交差点）
- 国道157号（国道248号 重複）（岐阜市加納城南通・加納城南通2東交差点）
- 岐阜県道187号岐阜停車場城南線（岐阜市加納城南通・加納城南通3交差点）
- 岐阜県道31号岐阜垂井線・岐阜県道151号岐阜羽島線（岐阜市加納竜興町・加納竜興町3交差点）
- 国道21号岐大バイパス（岐阜市宇佐南・宇佐交差点）
- 国道21号岐大バイパス・岐阜県道77号岐阜環状線（岐阜市薮田南・薮田交差点）【北緯35度23分44.0秒 東経136度43分34.9秒 / 北緯35.395556度 東経136.726361度】
- 岐阜県道31号岐阜垂井線（岐阜市西鶉・西鶉1交差点）
- 岐阜県道164号鶉笠松線（岐阜市中鶉・中鶉7交差点）
- 岐阜県道154号笠松墨俣線（岐阜市柳津町北塚・柳津小学校前交差点）
- 岐阜県道151号岐阜羽島線（羽島市足近町・足近町1交差点）
- 岐阜県道165号小熊正木線（（羽島市足近町・足近町2交差点）
- 岐阜県道151号岐阜羽島線（羽島市足近町・足近小学校西交差点）
- 岐阜県道18号大垣一宮線・岐阜県道118号羽島稲沢線（羽島市竹鼻町飯柄・竹鼻町飯柄交差点）
- 岐阜県道199号竹鼻停車場線（羽島市竹鼻町狐穴下土手・下土手交差点）
- 岐阜県道18号大垣一宮線・岐阜県道151号岐阜羽島線（岐阜県道153号羽島茶屋新田線 重複）（羽島市福寿町浅平・福寿町浅平3交差点）
- 岐阜県道46号岐阜羽島インター線（羽島市舟橋町・舟橋町宮北交差点）【北緯35度18分59.0秒 東経136度41分36.9秒 / 北緯35.316389度 東経136.693583度】
- 岐阜県道30号羽島養老線（羽島市堀津町・堀津町古宮前交差点）
- 岐阜県道134号桑原祖父江線（羽島市桑原町八神・桑原町大須1交差点）
- 岐阜県道23号北方多度線（海津市平田町幡長、立体交差）
- 岐阜県道213号養老平田線（海津市平田町蛇池・蛇池交差点）【北緯35度15分34.2秒 東経136度38分47.3秒 / 北緯35.259500度 東経136.646472度】
- 岐阜県道222号成戸平田線（海津市平田町西島・西島交差点）
- 岐阜県道8号津島南濃線・岐阜県道218号木曽三川公園線（海津市海津町鹿野・鹿野交差点）
- 岐阜県道8号津島南濃線（海津市海津町馬目・馬目交差点）
- 岐阜県道117号津島海津線（海津市海津町高須・高須交差点）
- 岐阜県道220号安八海津線（海津市海津町西小島）
- 岐阜県道119号津島立田海津線・岐阜県道220号安八海津線（海津町安田・海津橋西交差点）
- 国道258号（海津市南濃町安江・盤若谷交差点、終点）

### 沿線
| - 岐阜市立白山小学校 - 岐阜市立華陽小学校 - 名鉄加納駅 - 済美高等学校 - 岐阜市南部コミュニティセンター - 岐阜市立加納中学校 - 加納城跡 - 岐阜県立加納高等学校 - MEGAドン・キホーテUNY岐阜店 - 岐阜市立三里小学校 - 岐阜産業会館 - 岐阜アリーナ - 岐阜県庁 - 岐阜県警察本部 - 岐阜市立鶉小学校 - 岐阜市南部スポーツセンター - 岐阜市立境川中学校 - 岐阜県立羽島北高等学校 - 岐阜市立柳津小学校 - カラフルタウン岐阜 | - 羽島市立足近小学校 - 羽島市立羽島中学校 - 羽島市立竹鼻中学校 - 羽島市役所 - 名鉄羽島市役所前駅 - 岐阜県立羽島高等学校 - JR岐阜羽島駅 - 名鉄新羽島駅 - 岐阜県立看護大学 - 羽島市立堀津小学校 - 羽島市立桑原学園 - お千代保稲荷 - 海津市役所 - 海津総合福祉会館（ひまわり） - 海津市立日新中学校 - 海津郵便局 - 高須別院二恩寺 |

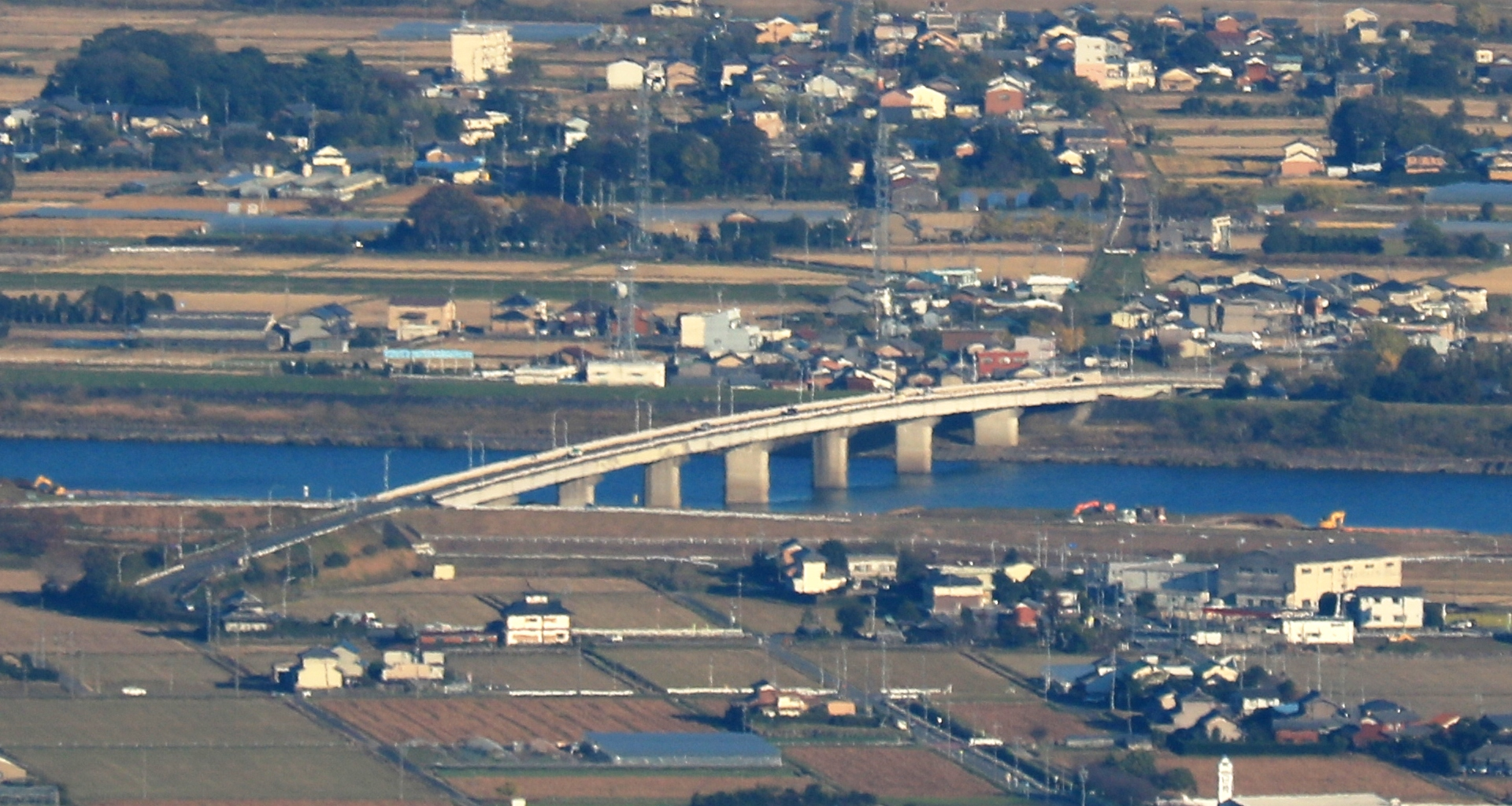
長良川に架かる南濃大橋
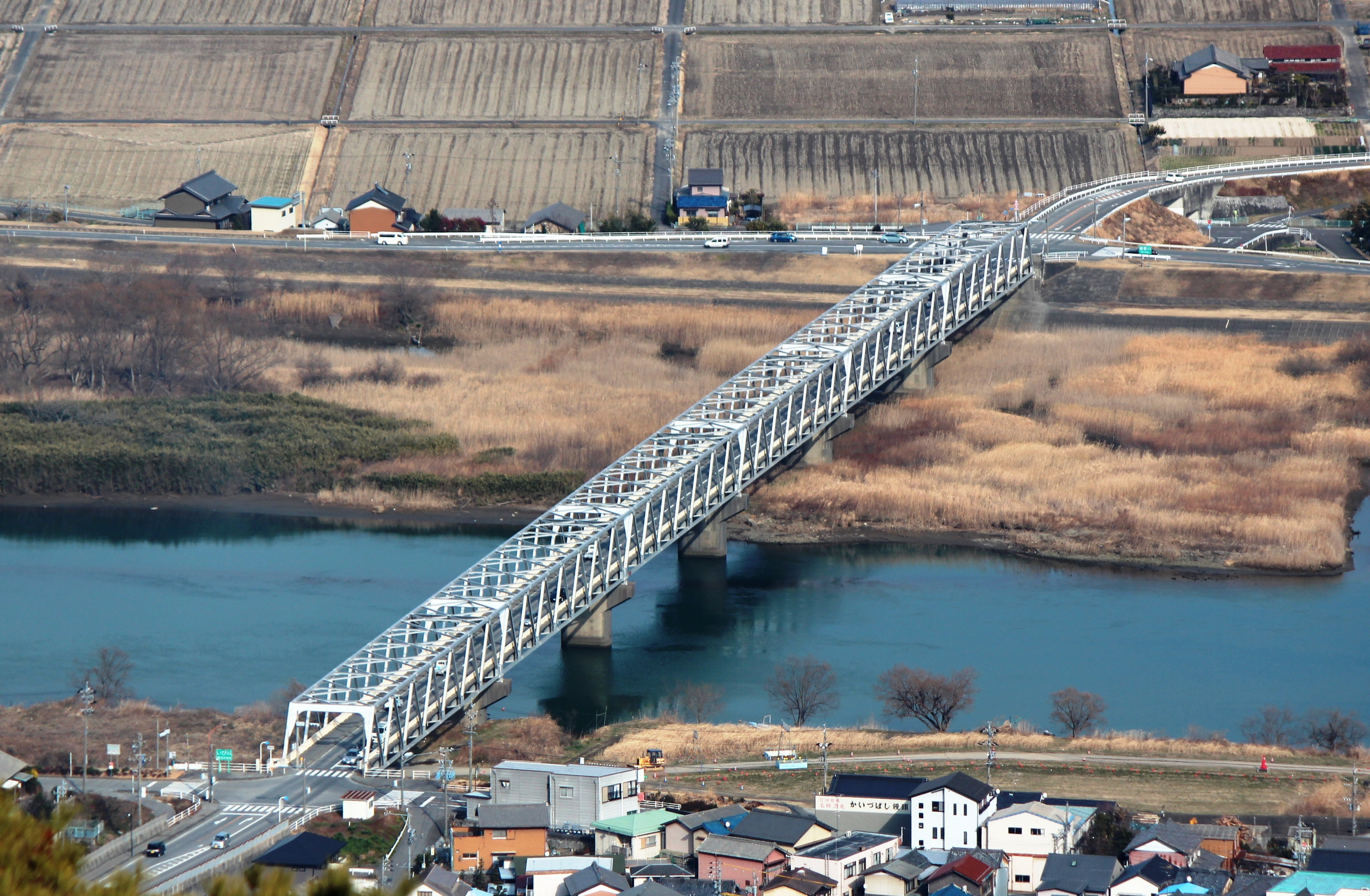
揖斐川に架かる海津橋